# 鸥汀街道
鸥汀街道是中国广东省汕头市龙湖区下辖的街道，是汕头市区早期聚落形成之地，被称为汕头的发源地，也是著名的侨乡。总面积15.04平方公里，人口4.37万人，下辖18个社区。街道办事处驻汕樟北路金鸥园D座东。

## 名称由来
鸥汀街道古称鸥汀背（坝），因地处新港、南港、东港出海口处的沙丘三角洲，常有海鸥于此栖息而得名，1996年11月30日设立街道办事处时沿袭之。

## 地理位置
鸥汀街道地处汕头市龙湖区北部，隔梅溪与潮安县县城庵埠镇相望，西部为新津河，与梅溪均为韩江支流。鸥汀街道南面以汕樟路为界接龙祥街道辖区。

## 历史

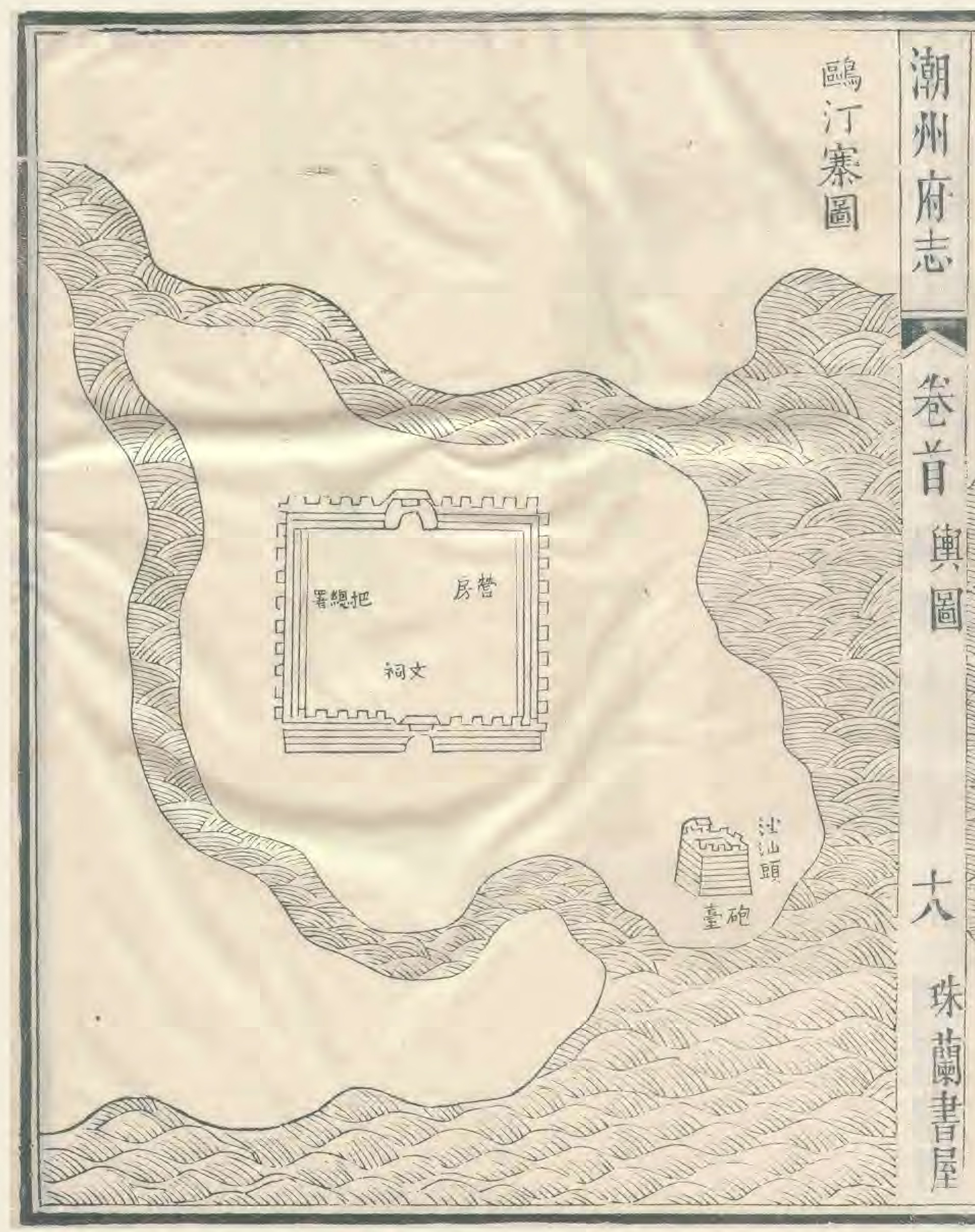
清《潮州府志》中的鸥汀城寨舆图

春秋时期以前鸥汀之地仍为海域，后来才逐渐形成沙丘三角洲。宋代时是潮州府揭阳县下蓬都的一部分，南宋理宗年间宋将仕郎袁宏自渔湖都徙于此，其后此处人迹渐旺，明代始建有鸥汀背城，嘉靖年间划归澄海县，仍处下蓬都。
明末清初，鸥汀屡经兵祸，倭寇海盗频扰。隆庆二年（1568年），鸥汀背城为林道乾攻破，城墙被毁，其后建有鸥汀背寨。顺治十年（1653年），郑成功率军攻取鸥汀寨，攻城未果且为寨民所伤，自此将之定为“逆寨”。，顺治十四年（1657年），郑成功坐镇南澳岛，并派兵攻破鸥汀背寨，并屠杀乡民。康熙五年（1666年）迁界，民众内迁城寨被废。迁斥展复后，康熙八年（1669年），澄海县通判阎英奇在此重建城寨，以水师营弁驻防于此，作为韩江下游四大名寨、潮州府四十八个隘口之一。
康熙五十六年，清政府于鸥汀背寨之西南筑沙汕头炮台，同治七年，因英国海军在鸥汀操练时与乡民发生口角，英军炮击鸥汀。1939年6月21日端午节凌晨，侵华日军兵分三路突袭汕头，其一沿新津河占领鸥汀后包抄汕头市，鸥汀城寨墙围也于日据期间被毁。
民国以来，鸥汀历属澄海县之下蓬区、第八区、第三区、下蓬区、第六区。1956年3月建鸥汀乡，1957年12月属下蓬乡，次年划入汕头市郊区直至1965年重归澄海县。1974年始属汕头市郊区，1986年下蓬建鎮，1991年11月划入汕头经济特区并归属龙湖区，1996年11月30日设立街道办事处，辖鸥上、鸥下、西畔、吉贝、万石、龙美、草地、金洲、延陵、金鸥10社区。2001年12月汕头市进行行政区划调整时，渔洲街道并入鸥汀街道。

## 行政区划
鸥汀街道今下辖鸥上、鸥下、西畔、吉贝、万石、龙美、草池、延陵、金洲、旦家园、陈厝寨、蔡社、铁洲、溪西、旧地、新地、流美、金鸥等18个社区，其中17个为涉农社区。

## 发展概况
鸥汀街道是汕头市重要的物流节点，以货运为主要业务的汕头北站及其集装箱货场和散装货场位于辖区内。除汕樟路、泰山北路、嵩山北路等市政主干道之外，连接汕头外砂机场及揭阳潮汕机场的汕揭高速公路也于此过境，在境内设有泰山互通立交。
鸥汀街道是汕头市龙湖区不少教育机构所在地，鸥汀西部的万吉生活区聚集了汕头市第一中学、蓬鸥中学、汕头文化艺术学校等教育机构的新建分校区，其中汕头市第一中学为广东省国家级示范性高中，蓬鸥中学正积极创建广东省国家级示范性高中。
由于长久的历史积淀，鸥汀街道留存了许多古迹及非物质文化遗产，自古有“天下走过，不如鸥汀背”之说。鸥汀古时有证果禅寺、腾辉宝塔、文祠书声、龟桥似月、西宁晚泊、木棉冲天、烟墩烽火、半腰玉带并称鸥汀八景，现存有证果禅寺、腾辉塔、鸥下天后宫、密林文艺研究社址以及包括三座“三山国王庙”等多处祠堂庙宇与成群古木。